# Valleroy-aux-Saules
Valleroy-aux-Saules település Franciaországban, Vosges megyében. Lakosainak száma 256 fő (2022. január 1.). Valleroy-aux-Saules Bazoilles-et-Ménil, Hagécourt, Hymont, Madecourt, Maroncourt, Rancourt és Velotte-et-Tatignécourt községekkel határos.

## Népesség
A település népessége az elmúlt években az alábbi módon változott:
| Lakosok száma | 276  | 268  | 269  | 260  | 257  | 253  | 253  | 254  | 256  |
|               | 2013 | 2015 | 2016 | 2017 | 2018 | 2019 | 2020 | 2021 | 2022 |